# Slim Harpo
James Isaac Moore (11. ledna 1924 – 31. ledna 1970), známý jako Slim Harpo, byl americký bluesový hudebník. Mezi jeho nejúspěšnější a nejvlivnější skladby patří "I'm a King Bee" (1957), "Rainin' In My Heart" (1961) a "Baby Scratch My Back" (1966).

## Diskografie

### Singly
- 1957 - "I'm a King Bee" / "I Got Love If You Want It"
- 1958 - "Wondering And Worryin'" / "Strange Love"
- 1959 - "You'll Be Sorry One Day" / "One More Day"
- 1960 - "Buzz Me Babe" / "Late Last Night"
- 1960 - "Blues Hang-Over" / "What A Dream"
- 1961 - "Rainin' In My Heart" / Don't Start Cryin' Now"
- 1963 - "I Love The Life I'm Living" / "Buzzin'"
- 1964 - "I Need Money" / "My Little Queen Bee"
- 1964 - "We're Two Of A Kind" / "Still Rainin' In My Heart"
- 1964 - "Sittin' Here Wondering" / "What's Goin' On Baby"
- 1964 - "Harpo's Blues" / "Please Don't Turn Me Down"
- 1966 - "Baby Scratch My Back" / "I'm Gonna Miss You (Like The Devil)"
- 1966 - "Shake Your Hips" / "Midnight Blues"
- 1966 - "I'm Your Bread Maker, Baby" / "Loving You (The Way I Do)"
- 1967 - "Tip On In (Part 1)" / "..(Part 2)"
- 1967 - "I'm Gonna Keep What I've Got" / "I've Got To Be With You Tonight"
- 1968 - "Te-Ni-Nee-Ni-Nu" / "Mailbox Blues"
- 1968 - "Mohair Sam" / "I Just Can't Leave You"
- 1968 - "That's Why I Love You" / "Just For You"
- 1968 - "Folsom Prison Blues" / "Mutual Friend"
- 1968 - "I've Got My Finger On Your Trigger" / "The Price Is Too High"
- 1969 - "Rainin' In My Heart" / "Jody Man"

### Alba
- 1960 - Tunes To Be Remembered (jedna skladba)
- 1961 - Raining In My Heart
- 1963 - Authentic R&B (tři skladby)
- 1964 - The Real R&B (tři skladby)
- 1964 - A Long Drink Of Blues (šest skladeb)
- 1966 - Baby Scratch My Back
- 1968 - Tip On In
- 1969 - The Best of Slim Harpo
- 1970 - Slim Harpo Knew The Blues
- 1971 - Trigger Finger

### Kompilace
- 2003 - The Excello Singles Anthology[2]

## Slim Harpo o Swamp Bluesmen
- Slim Harpo
- Big Blowin' Blaze
- Rattlebrained
- Warren Storm
- Lonnie Brooks
- Silas Hogan
- Joe Hudson
- Arthur Kelly
- Lazy Lester
- Clarence Edwards
- Lightnin' Slim
- Lonesome Sundown
- Lil' Buck Sinegal
- Jimmy Anderson
- Kenny Neal